# Chlorid rheničitý
Chlorid rheničitý je anorganická sloučenina s chemickým vzorcem ReCl4.

## Vlastnosti
Chlorid rheničitý se vyskytuje ve dvou polymorfech: β a γ.
β-Chlorid rheničitý je černý prášek. Je stabilní na suchém vzduchu, ale na vlhkém vzduchu a ve vodě dochází k hydrolýze. Krystalizuje v monoklinické soustavě s prostorovou grupou P2/c (Číslo 13) a parametry mřížky a = 636,2 pm, b = 627,3 pm, c = 1216,5 pm a β = 93,15°. Struktura je polymerní a skládá se z propojených podjednotek Re2Cl9. Délka vazby Re-Re je 2,728 Å. Rheniová centra jsou oktaedrická a jsou obklopena šesti chloridovými ligandy. Dvojice oktaedrů mají společnou stěnu. Podjednotky Re2Cl9 jsou spojeny můstkovými chloridovými ligandy. Tento strukturní motiv je u binárních halogenidů kovů neobvyklý. Je nerozpustný v acetonitrilu, tetrahydrofuranu, benzenu a tetrachlormethanu. Pomalu se rozpouští v methanolu, ethanolu, acetonu a dimethylsulfoxidu. Je rozpustný v kyselině chlorovodíkové za vzniku modrého zabarvením a rozkládá se v dusíku při 300 °C na chlorid rhenitý a rheničný.
γ-Chlorid rheničitý je hnědý prášek. Je stabilní na suchém vzduchu, ale na vlhkém vzduchu a ve vodě dochází k hydrolýze. Krystalizuje v monoklinické soustavě s prostorovou grupou P2/c (Číslo 13) a parametry mřížky a = 1843 pm, b = 627 pm, c = 1817 pm, β = 104,0°. Je nerozpustný v benzenu a tetrachlormethanu, ale rozpustný v acetonu, tetrahydrofuranu a acetonitrilu za vzniku zelené barvy.

## Příprava
β-Chlorid rheničitý lze připravit komproporcionací chloridu rheničného s chloridem rhenitým při 300 °C. Lze jej také připravit redukcí chloridu rheničného s chloridem antimonitým:
2 ReCl5 + SbCl3 → 2 ReCl4 + SbCl5
γ-Chlorid rheničitý lze připravit pomocí tetrachlorethylenu při teplotě 120 °C, jelikož je to účinné redukční činidlo:
2 ReCl5 + C2Cl4 → 2 ReCl4 + C2Cl6